# Aste-Béon
Aste-Béon è un comune francese di 293 abitanti situato nel dipartimento dei Pirenei Atlantici nella regione della Nuova Aquitania.

## Società

### Evoluzione demografica
Abitanti censiti

## Vedute del paese

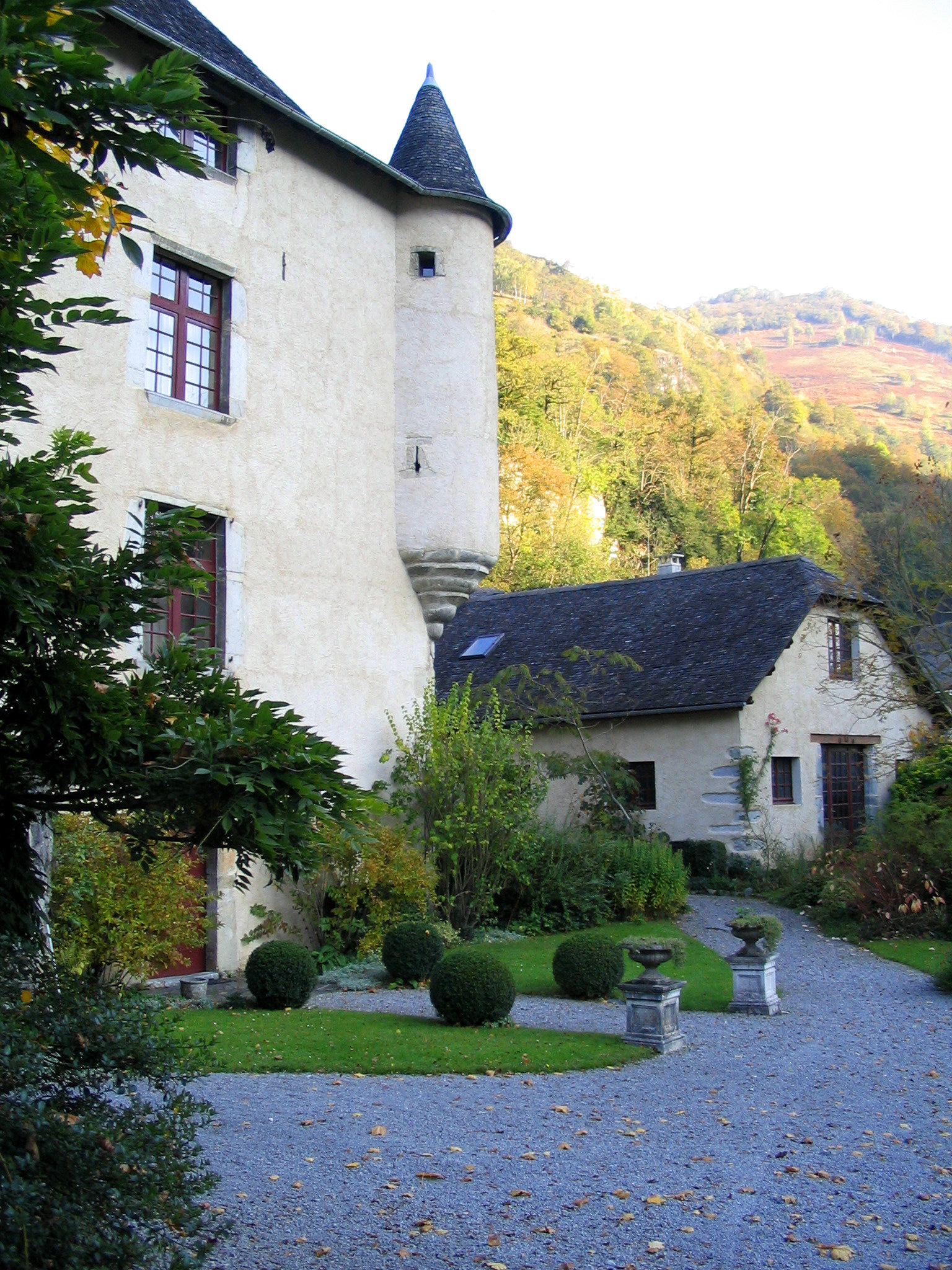
Facciata sud del castello di Béon.
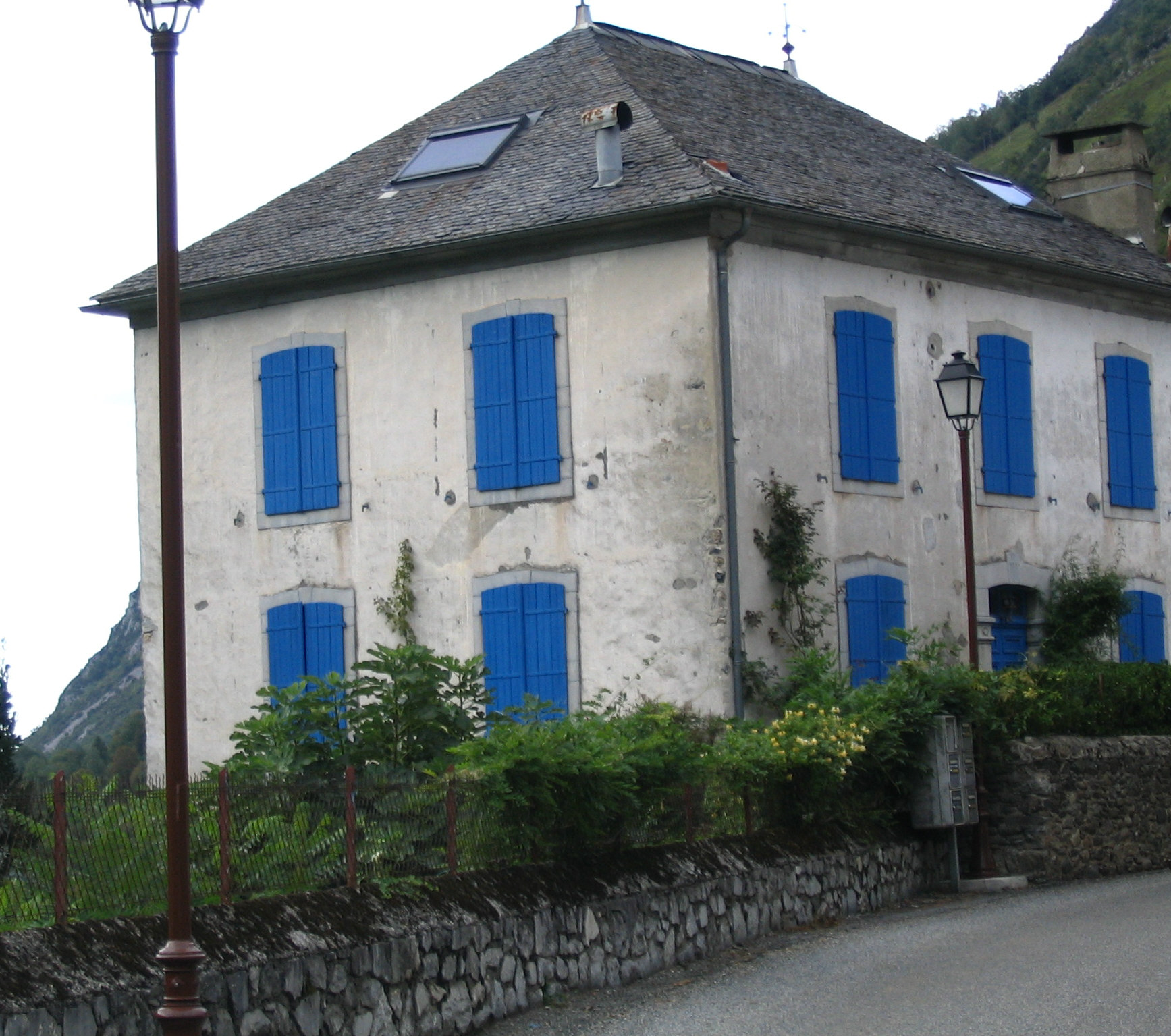
Casa tipica di Aste.
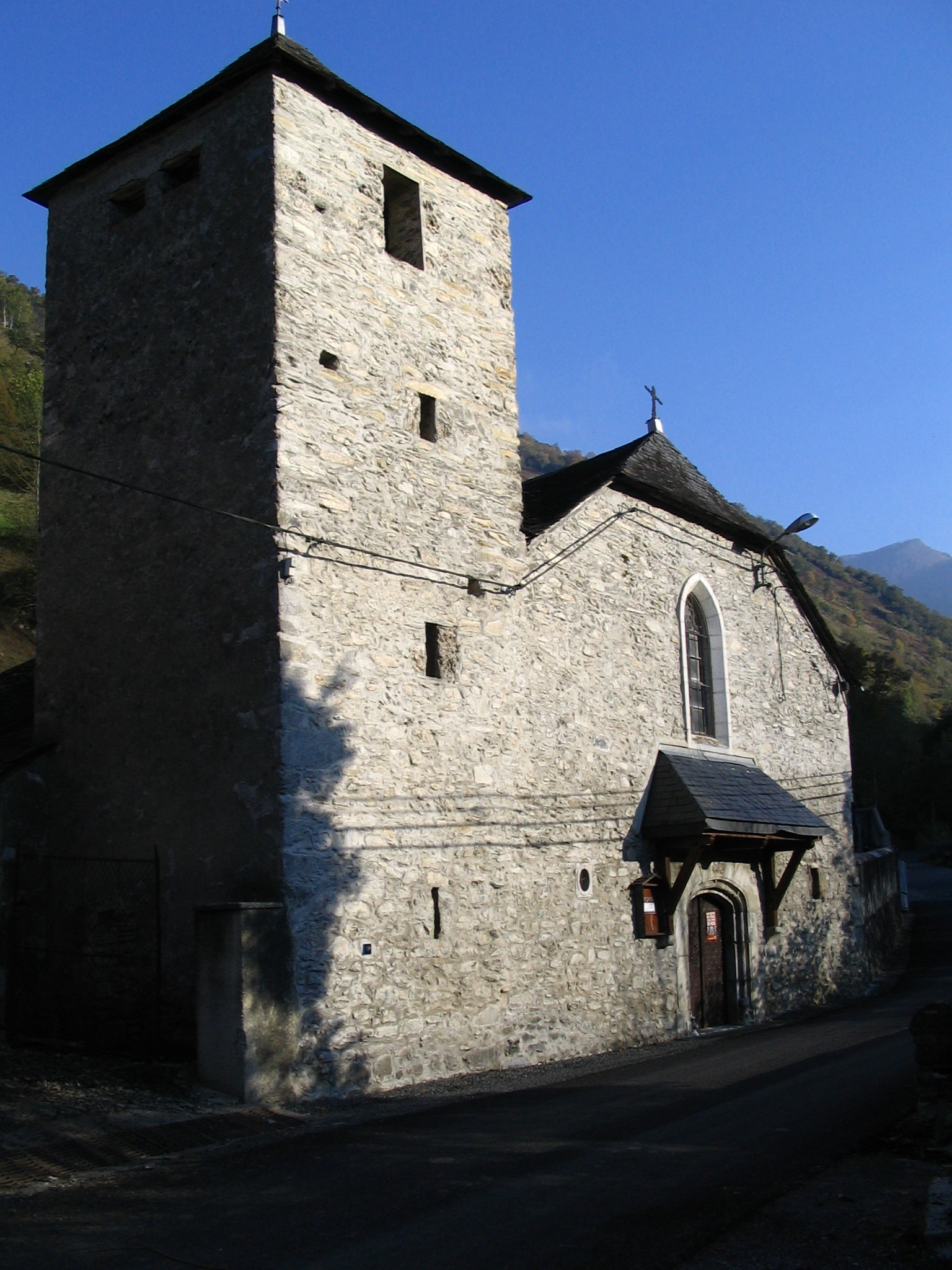
La chiesa di San Giovanni Battista a Béon.
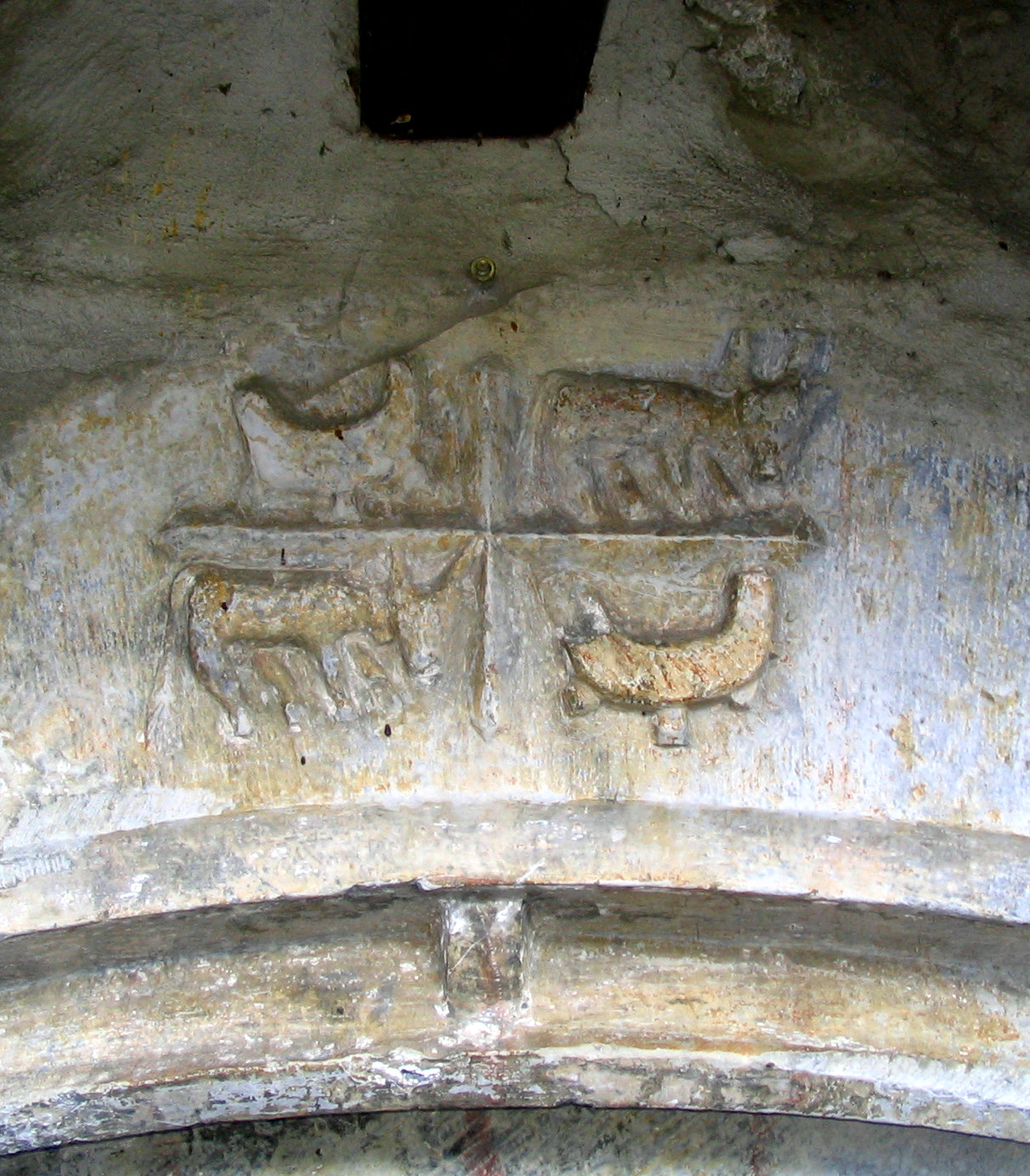
Chiesa di Béon: concio d'imposta scolpito in modo primitivo rappresentante i quattro evangelisti.